# بارانسکی
بارانسکی (انگلیسی: Baransky) یک کوه آتشفشانی در جزایر کوریل کشور روسیه است.